# Black Hawk (Colorado)
Black Hawk is een plaats (city) in de Amerikaanse staat Colorado, en valt bestuurlijk gezien onder Gilpin County.

## Demografie
Bij de volkstelling in 2000 werd het aantal inwoners vastgesteld op 118.
In 2006 is het aantal inwoners door het United States Census Bureau geschat op 107, een daling van 11 (-9,3%).

## Geografie
Volgens het United States Census Bureau beslaat de plaats een oppervlakte van
3,8 km², geheel bestaande uit land. Black Hawk ligt op ongeveer 2602 m boven zeeniveau.

## Plaatsen in de nabije omgeving
De onderstaande figuur toont nabijgelegen plaatsen in een straal van 20 km rond Black Hawk.